# Yuki Saitō
Yuki Saitō (斉藤由貴?, Saitō Yuki; Yokohama, 10 settembre 1966) è una cantante, attrice e poetessa giapponese.
All'inizio della sua carriera ha acquisito notorietà cantando Kanashimi yo konnichi wa (悲しみよこんにちは?), tema della serie animata Maison Ikkoku.

## Filmografia

### Televisione
- Kiken na Venus (2020)
- Miss Sherlock (2018)[1]
- Hi wa mata noboru (TV Asahi, 2011)
- Ohisama (NHK, 2011)
- Dosokai (TV Asahi, 2010)
- Shōkōjo Seira (TBS, 2009)
- Battery (NHK, 2008)
- Utahime (TBS, 2007)
- Wagahai wa Shufu de aru (TBS, 2006)
- Onna no Ichidaiki: Setouchi Jakucho as Setouchi Tsuya (Fuji TV, 2005)
- Aru Hi, Arashi no you ni (NHK, 2001)
- Shinryonaikai Ryoko (NTV, 1997)
- Kimi o Omouyori Kimi ni Aitai (Fuji TV, 1995)
- Hachidai Shogun Yoshimune (NHK, 1995)
- Fukui-sanchi no Isansozoku (Fuji TV, 1994)
- Dousoukai (NTV, 1993)
- Otouto (TBS, 1990)
- Totteoki no seishun (NHK, 1988)
- Hanekonma (NHK, 1986)
- Sukeban deka (TV Asahi, 1985)

### Cinema
- Bandage (バンデイジ?), regia di Takeshi Kobayashi (2010)